# Jonas Hiller
Jonas Hiller (Felben-Wellhausen, 12. veljače 1982.) švicarski je profesionalni hokejaš na ledu. Desnoruki je vratar koji igra za Anaheim Ducks u National Hockey League (NHL). 

## National Hockey League

### Anaheim Ducks
Hiller je svoju vratarsku karijeru započeo 2001. u švicarskom HC Davosu iz National League A (NLA), prije nego što se otisnuo "preko bare". Nakon što je ostvario sezonski učinak karijere (28–16–0) i završetkom sezone dobio nagradu za najboljeg golmana švicarske lige, kao slobodan igrač u svibnju 2007. potpisao je za Anaheim Ducks iz National Hockey League (NHL). Prvog dana listopada 2008. Hiller je debitirao za Anaheim i odmah pokazao svoj talent, dozvolivši samo jedan gol od 23 udarca igrača Los Angelesa. Zajedno je s Coreyem Perryjem predvodio svoju momčad u pobjedi protiv Kingsa. U veljači 2008. zabilježio je još jedan sjajan nastup u gostima protiv NY Devilsa kojima je zaustavio 34 pokušaja, ali je na kraju propustio jednu pločicu u mrežu. Odlaskom sredinom sezone vratara Ilje Brizgalova u Phoenix, Hiller se prometnuo u prvu zamjenu za Jeana-Sébastiena Giguèrea. Također, manji je dio sezone proveo u AHL-u u Portland Piratesima, za koje je upisao 6 nastupa. 
U novoj sezoni (2008./09.) Hiller je dobio mnogo više prilika nego u prethodnoj, koje je sjajno iskoristio kasnije u play-offu te dokazao da je kvalitetan vratar. Prvog dana prosinca 2008. Anaheim je slavio na gostovanju u Raleighu kod Caroline. Hiller je zaustavio je 36 udaraca Hurricanesa, a jedini ga je uspio svladati Matt Cullen. 19 dana kasnije, Anaheim je slavio u Edmontonu nakon penala, a prvo ime susreta bio je upravo Hiller, koji je obranio čak 51 udarac igrača Oilersa. Ipak, propustio je dvije pločice u mrežu. Sredinom travnja 2009. u prvom play-off nastupu ubilježio je shoutout obranivši 35 udaraca igrača San Jose Sharksa. Također, u nastavku play-offa Hiller je držao Anaheim u igri za Stanleyjev kup, od čega se izdvaja druga utakmica drugog kruga na kojoj je obranio 59 šuteva Red Wingsa. Ipak, Detroit je bio prejak i u sedam utakmica otišao je u finale Zapadne konferencije. 
Hiller je nastavio s kvalitetnim nastupima i u novoj sezoni (2009./10.), a posebno se njegov učinak osjetio početkom siječnja 2010. kada je na četiri utakmice primio tek četiri gola na 131 udarac. Nakon lošeg ulaska kluba u sezonu, kroz 2010. držao je Duckse u borbi za play-off.

## Statistika karijere
Bilješka: OU = odigrane utakmice, OM = odigrane minute, UG = udarci na gol, PG = primljeni golovi, OB = (broj) obrana, PPG = prosjek primljenih golova, OB% = postotak (broja) obrana, KM = kaznene minute
| 2003./04. | HC Lausanne      | NLA | 13 | 709  |      | 42  |  | 3.55 |      | 0 | 4  |      |     | 7  |   | 1.67 |      | 0 |
| 2004./05. | HC Davos         | NLA | 43 | 2523 |      | 95  |  | 2.26 |      | 2 | 15 |      |     | 34 |   | 2.19 |      | 0 |
| 2005./06. | HC Davos         | NLA | 44 | 2551 |      | 98  |  | 2.30 |      | 0 | 15 |      |     | 45 |   | 3.00 |      | 0 |
| 2006./07. | HC Davos         | NLA | 44 | 2656 |      | 115 |  | 2.60 |      | 0 | 19 | 1138 |     | 39 |   | 2.05 |      | 0 |
| 2007./08. | Anaheim Ducks    | NHL | 23 | 1223 | 578  | 42  |  | 2.06 | .927 | 0 | —  | —    | —   | —  | — | —    | —    | — |
| 2007./08. | Portland Pirates | AHL | 6  |      | 184  | 13  |  | 2.11 | .929 | 0 | —  | —    | —   | —  | — | —    | —    | — |
| 2008./09. | Anaheim Ducks    | NHL | 46 | 2486 | 1217 | 99  |  | 2.39 | .919 | 0 | 13 | 807  | 524 | 30 |   | 2.23 | .943 | 0 |

## Vanjske poveznice
- Profil na NHL.com
- Profil na The Internet Hockey Database
- Profil na Legends of Hockey